# Choveu no meu chip
Choveu no meu chip é uma canção gravada pela banda brasileira Eletrodomésticos.
Sua letra profetizava a era digital e a incorporação de computadores pessoais no cotidiano.

## História

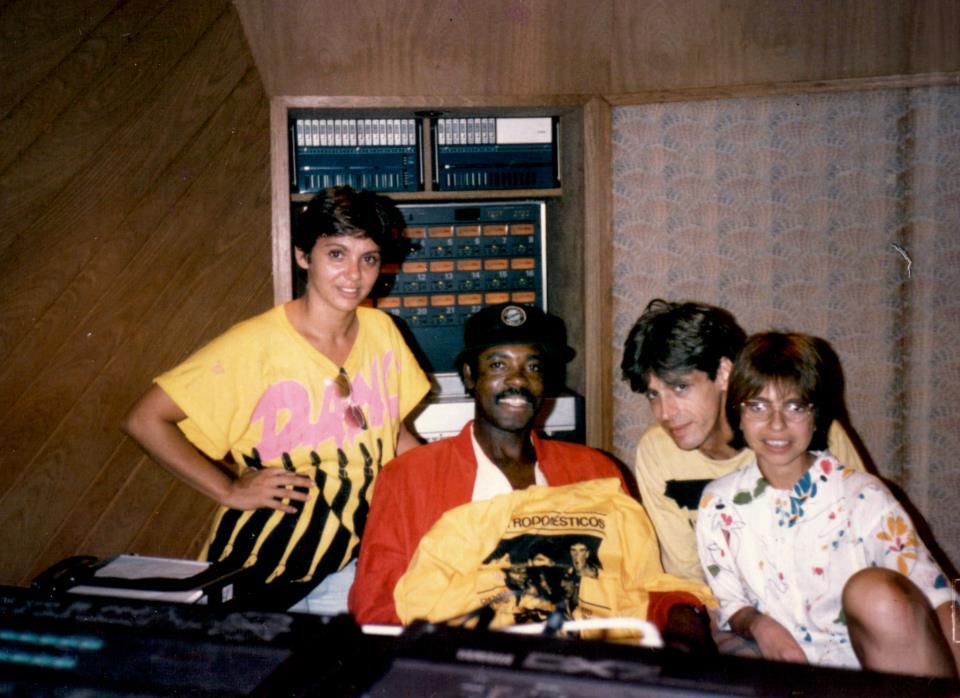

A canção foi composta em 1984 por Guilherme Jardim, Luciana Lumyx Araujo e Manfredo.
O hit com batida tecnopop/new wave e refrão “chiclete” começou nas pistas das danceterias e logo estourando em escala nacional.
Esteve presente em vários LPs de coletâneas como: “Os Intocáveis” (CBS -1984); “OverDoze” (Som Livre – 1985 -1º lugar em vendas junho/85); “Melhores da Transamérica” (Transamérica, 1985); Dance-Mix 2 (CBS 1985 -12º lugar em vendas no Grande Rio).
Em maio de 1985 a revista Veja publicou um trecho da letra da canção, considerada como pertencente à safra da música que melhor expressava a realidade urbana. Segundo ela, “um retrato de alta fidelidade da vida do país nos dias de hoje“.

### Números
- A canção alcançou o 6º lugar em vendas no Estado do Rio em maio de 86 (fonte: Revista Nopem).
- A faixa esteve nos primeiros lugares em execução nas rádios do país por diversos meses[4]